# Dosierpumpe

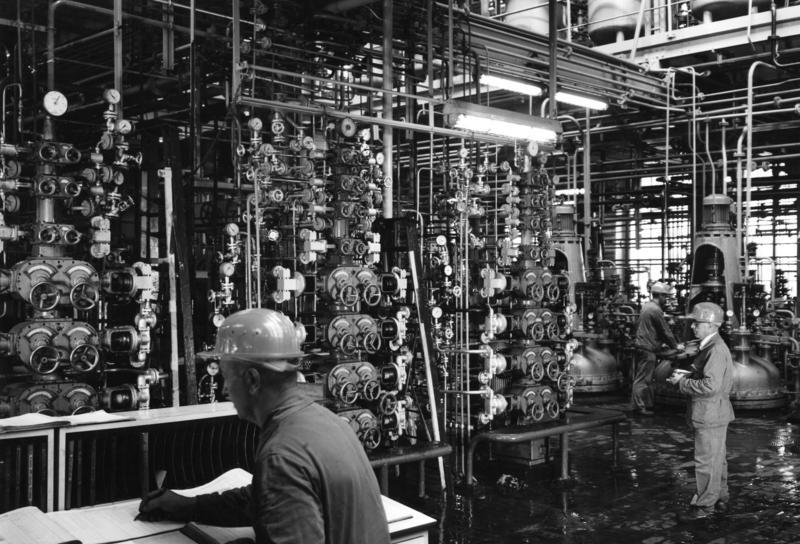
Dosierpumpen in der Farbenfabrik Bayer AG

Dosierpumpen (auch Dispenser) sind Verdrängerpumpen und liefern unabhängig von den Druckverhältnissen am Eingang und Ausgang der Dosierpumpe definierte Volumina pro Umdrehung, Hub oder Zeit.
Als Dosierpumpen werden z. B. Hubkolbenpumpen, Schlauchpumpen, Membranpumpen, Zahnradpumpen oder andere Verdrängerpumpen verwendet (siehe auch unter Pumpen).
Besonderes in den letzten Jahren werden sehr häufig Dosierpumpen eingesetzt, die auf dem Prinzip von Exzenterschneckenpumpen beruhen. Diese erreichen sehr hohe Genauigkeiten und können zudem ohne zusätzliche Messeinrichtungen in der Dosiergeschwindigkeit geregelt werden. Ein zusätzlicher Vorteil ist, dass über die Winkelgradänderungen des Antriebsmotors auf einfache Weise veränderbare Dosiermengen eingestellt werden können.
Dosierpumpen werden u. a. zum Klebstoffauftrag, zur Dosierung von Arzneimitteln (Infusionen) oder Chemikalien in chemischen Prozessen, Kulturmedien in biotechnischen Prozessen sowie in Kfz (z. B. als Einspritzpumpe) eingesetzt.

## Dosierpumpen im Labor und der Industrie
Für Chemie, Biotechnologie, Nahrungsmittel und Umwelt werden sowohl im Labor als auch in der Industrie eine Vielzahl unterschiedlicher Dosierpumpen eingesetzt. Die Förderrate kann häufig sowohl manuell als auch über eine Datenschnittstelle eingestellt werden.
Bei der Auswahl einer geeigneten Dosierpumpe sind ggf. folgende Parameter zu beachten: 
| - Dosierbereich - Druckstabile Kennlinie - Bidirektionale Förderung - Medienverträglichkeit - Schonende Förderung scherempfindlicher Medien - Feststoffanteile, abrasive Bestandteile - Viskosität - Selbstansaugend | - Fördern in und aus dem Vakuum - Totraumfrei - Absperrend - Trockenlaufsicher - Autoklavierbar - Dekontamination - Wartungfreundlich - Datenschnittstelle |

## Dosierpumpen in Kraftfahrzeugen

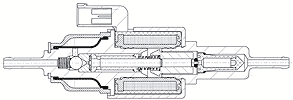
Additivdosierpumpe

In Kraftstoffeinspritzsystemen dienen Dosierpumpen dazu, den Kraftstoff, in der Regel Benzin oder Dieselöl, mit dem dafür notwendigen Druck in den Brennraum oder Ansaugtrakt zu fördern. Ein Beispiel sind die Einspritzpumpen von Dieselmotoren.
Des Weiteren werden Dosierpumpen in Kraftfahrzeugen dazu verwendet, dem Kraftstoff Additive beizumischen, sofern dies nicht schon beim Betanken geschehen kann, sowie zur Brennstoffdosierung für Fremdheizungen (Zusatz-/Standheizungen).